# はがき作成ソフトウェア
はがき作成ソフトウェア（はがきさくせいソフトウェア、英：postcard creation software）とは、はがきの宛名面と文面の作成から印刷までを行うことに特化した日本特有のアプリケーションソフトウェアである。
主に年賀状の製作を念頭に置いたソフトウェアとなっていることが多く、9月から10月頃に発売されることが多い。

## 主な機能
文面においては、数多くのイラストやテンプレートの中から選んだり、デジタルカメラで撮影した写真などを追加してレイアウトすることで、オリジナルのデザインを簡単に作成することができる。ワープロソフトよりも文字や文章を様々な方法で装飾し自由に配置することができる。画像編集ソフトウェアとも似た面もあるが、専門的な知識を持たずに誰でも簡単な操作でできるように配慮されている。
宛名面においては、住所や名前などの宛先管理データベースの機能を有している。宛名や差出人の入力を効率よく行うために、郵便番号や電話番号からの住所の自動入力機能も備わっていることが多い。また、年賀状を出した/受け取ったなどの履歴を記録する機能もある。また、より丁寧な宛名面に仕上げるために、毛筆体のフォントが付属していることもある。BCNランキングでははがき作成ソフトウェアに「はがき・毛筆ソフト」という分類名を使っており、筆まめシリーズのクレオでは「毛筆印刷ソフト」という分類名を使っていることにも表れている。
印刷においては、両面印刷に対応したプリンターと組み合わせることで、宛名面をデータベースから切り替えながら文面は共通のものを印刷することができる。印刷にはインクジェットプリンターが利用されることが多い。
また、年賀状以外には暑中見舞い、寒中見舞い、残暑見舞い、結婚・出産・引越し・喪中の通知などの文面に合わせたデザインやイラスト、テンプレートを同梱したり、案内状に使用する地図作成機能や、各種の封書サイズなどにも対応している製品も多い。
とくに年賀状用途の場合、本体に付属の素材集はその年の干支のイラストやテンプレートが充実しているため、素材集を目当てに毎年買い換える場合もある。ソフトウェアのサポート期間も発売から半年から1年半程度と他の分野のソフトウェアと比べても短く設定されている場合が多い。とくに、1998年に行われた「郵便番号の7桁化」や、2005 - 2006年頃にピークとなった市区町村の「平成の大合併」では、郵便番号や住所の辞書や印刷位置に改修が必要となるため、買い替えが促された。

## 歴史
最初のはがき作成ソフトウェアパッケージは1990年に発売された筆まめVersion 1.0で、MS-DOS向けに作成された。その後、Microsoft Windows 95の登場、家庭へのパソコンとプリンタの普及に伴い、さまざまなはがき作成ソフトウェアが登場、市場を形成していった。最初はパッケージソフトウェアでの販売が主流であったが、1990年代末頃より素材集とソフトウェアが同梱されたCD-ROM付きムック本での書店を流通とする販売形態が登場、2000年代初頭よりダウンロード販売も開始、さらに2000年代後半になるとオンラインサービス形式も登場するなど、様々なチャネルを通して提供が行われた。
2005年のBCNの調査では、同年の年賀状の作成は「宛名・裏面ともPCを使う」が71.2%、宛名のみ、裏面（本文）のみも含めると9割強がPCを使用すると回答した。年賀状作成で主に使用するPCソフトとしては、「はがき作成ソフトウェア」が66.7%と過半を占めていた。2008年当時ははがき作成ソフトウェア市場は全体で約100万本の規模があった。
しかし、年賀状の発行枚数は2003年の44.6億枚をピークに減少に転じ、はがき作成ソフトウェア市場の縮小が囁かれるようになった。2000年代後半からは市場撤退するベンダーも表れ始めた。2020年の年賀状発行枚数は21.3億枚であり、ピーク時の約半分と年賀状離れが加速している。市場も縮小が続いている。

## 主なソフトウェア
2006 - 2007年当時のはがき作成ソフトウェアの市場シェアは、筆まめ、筆王、筆ぐるめといったソフトウェアが上位を占めていた。